# ダ・ヴィンチ・コード
『ダ・ヴィンチ・コード』（The Da Vinci Code）は、2003年、アメリカ合衆国において出版されたダン・ブラウン著作の長編推理小説である。『天使と悪魔』に次ぐ「ロバート・ラングドン」シリーズの第2作。

## 概要
レオナルド・ダヴィンチの作品であるウィトルウィウス的人体図、モナ・リザ、岩窟の聖母マリア、最後の晩餐の謎に始まり、多くの流説を結びつけた内容は世界的にヒットし、44言語に翻訳され7000万部の大ベストセラーとなった。筆者が（フィクションであるとされているにもかかわらず）事実に基づいていると述べた為、多くの研究者による論争が行われている（後述の#批判・論争を参照）。
日本では、2004年5月に角川書店から上下巻で刊行された（翻訳：越前敏弥）。その後、角川文庫で上中下巻の廉価版も発刊された。日本国内での単行本・文庫本の合計発行部数は1000万部を突破した。2016年には日本語版で荻野晴朗と〆野潤子の朗読によるオーディオブックがデータ配信でAudibleにて配信。
2006年、映画化。詳細は「ダ・ヴィンチ・コード (映画)」を参照。
また、アドベンチャーゲームとして、Microsoft Windows、PlayStation 2、Xboxにてゲーム化もされている。詳細はダ・ヴィンチ・コード (ゲーム)を参照。

## あらすじ
ハーヴァード大学の宗教象徴学教授ロバート・ラングドンは講演のためパリのホテル・リッツに投宿していたが、深夜、フランス司法警察中央局のジェローム・コレ警部補の訪問を受ける。急用による同行を請われ、到着したルーヴル美術館で館長のジャック・ソニエール（76歳）が、レオナルド・ダヴィンチのウィトルウィウス的人体図を模した猟奇的な形の死体で発見されたと伝えられる。
司法警察は、事件に対するラングドンの宗教象徴学者の立場での見解を聞きたいと協力を要請した。しかし、実際はソニエール館長と会う約束をしていたラングドンを容疑者として疑い、逮捕するために呼んだのである。ソニエール館長の孫娘でフランス警察の暗号解読官ソフィー・ヌヴーの助力により、ラングドンはその場を脱する。ソフィーは祖父の死の状態を、自らに遺した自分にしか解けない暗号であると考え、ラングドンの潔白に確信を持つが、これを上に報告しても顧みられないと察して、ラングドンと協力するため彼の逃亡に手を貸す。しかし、そのことによって米大使館は封鎖され、ソフィーとラングドンは、ともどもフランス司法警察に追われる身となってしまう。
いっぽう、ジャック・ソニエール殺害の犯人とその黒幕らは、かつてソニエールが秘匿したとされる聖杯の秘密を追っていた。そして、その毒牙もまたラングドンたちを狙う。ラングドンとソフィーは、聖杯の探求に生涯を捧げる宗教史学者リー・ティービングの助力を得て、司法警察の追及をかわしイギリスへと飛ぶ。

## 登場人物
- ロバート・ラングドン：ハーヴァード大学教授。ドレクセル大学卒業。宗教象徴学の権威。前作『天使と悪魔』の事件によって知られた存在となっている。ジャック・ソニエールが殺害された事件がきっかけでフランス司法警察暗号解読官ソフィー・ヌヴーと出会い、自分が犯人だと疑われている事を知り、彼女と行動を共にする事になる。
- ソフィー・ヌヴー：フランス司法警察暗号解読官。ロンドン大学ロイヤル・ホロウェイカレッジ卒業。ルーヴル美術館館長ジャック・ソニエールの孫娘。ロバート・ラングドンが、ソニエール殺害の犯人として疑われていることをラングドンに告げ、彼と共に逃亡。祖父の死の真相を探るべくロバート・ラングドンと行動を共にする。
- ジャック・ソニエール：ルーブル美術館館長。ソフィー・ヌヴーの祖父。
- アンドレ・ヴェルネ：チューリッヒ保管銀行パリ支店長。ソニエールからあるものを預かっていた。
- リー・ティービング：イギリスの宗教史学者。ナイトの爵位を持っている。聖杯の探求に生涯を捧げている。
- レミー・ルガリュデ：ティービングのバトラー。
- マヌエル・アリンガローサ：オプス・デイの代表。司教。
- シラス：オプス・デイの一員にして殺し屋。色素欠乏症の男性。アリンガローサ司教を慕っている。ある人物の命を受けて聖杯の手がかりを探している。
- ジョナス・フォークマン：ニューヨークの編集者。
- ベズ・ファーシュ：フランス司法警察中央局警部。ラングドンがソニエール殺害の犯人ではないかと疑い、ラングドンを追う。
- ジェローム・コレ：フランス司法警察中央局警部補。
- シスター・サンドリーヌ：サン・シュルピス教会を管理する。修道女。

## 作品内に登場する観光名所
- エッフェル塔
- サン・シュルピス教会
- ルーブル美術館
- ウェストミンスター寺院
- ナショナルギャラリー
- キングズ・ガレッジ資料館
- テンプル教会
- ロスリン礼拝堂

## 批判・論争
フィクションであるとされているにもかかわらず、冒頭に実在の組織名を挙げ、「この小説における芸術作品、建築物、文書、秘密儀式に関する記述は、すべて事実に基づいている」と述べているために、扱われている内容の真偽について議論が起きた。例えば、冒頭に登場するオプス・デイは実在する組織であるが、「秘密結社」のシオン修道会やその「秘密儀式」は想像上のものとされている。カトリック教会の教義に深く関わる部分は大きな反響を巻き起こし、2006年3月には米国カトリック司教会議(USCCB)が、教義について反論するウェブサイトを開設している。作品内でドラクロワの壁画で知られるカトリックの教会、サン・シュルピス教会の中にある日時計（ローズライン）に秘密を解く鍵が隠されていると記されている。これを鵜呑みにしたメディアが押し寄せた為、教会側は入り口に「日時計はローズラインと呼ばれた事もなければ、異教徒の陣の名残でもない」という張り紙を張った。サン・シュルピス教会は観光名所ということもあり、書かれている文字は何ヶ国語かに訳されている。
批判の一環として、特別番組「ダ・ヴィンチ・コードの嘘」が放送された。また、「日経エンタテインメント!」は『大名所で原作のウソを発見!』と題し原作で描かれている名所と実際の名所の相違点を挙げている。
また、レオナルド・ダ・ヴィンチ作品の謎、カトリックにおける異説や、聖杯伝説に関する解釈、メロヴィング朝の由来などの多くは『レンヌ＝ル＝シャトーの謎』からの借用であることが問題となった。プロットの下敷にアイデアが盗用されたとして、『レンヌ＝ル＝シャトーの謎』の著者たちから訴えられたが、ロンドンの高等法院は原告側の訴えを退ける判決を下している。